# Giù per il tubo
Giù per il tubo (Flushed Away) è un film d'animazione del 2006, co-prodotto dalla Aardman Animations e da DreamWorks Animation, alla loro terza collaborazione dopo Galline in fuga (2000) e Wallace & Gromit - La maledizione del coniglio mannaro (2005).
È il primo lungometraggio della Aardman Animations ad essere stato animato completamente in computer grafica, al contrario delle normali produzioni in stop-motion dello studio, scelta derivata dalla presenza costante dell'acqua nel lungometraggio, difficile da animare tramite claymation.

## Trama
Sir Roderick "Roddy" St. James è un topo domestico viziato e snob appartenente ad una benestante famiglia che vive nel ricco quartiere di Kensington a Londra. Un giorno, i padroni di casa partono per le vacanze e Roddy si dà alla pazza gioia, dedicandosi a varie attività ricreative in compagnia delle bambole della sua padroncina Tabitha. Quella stessa notte, dallo scarico del lavandino sbuca Sid, un rozzo ratto di fogna che pretende di occupare la casa dove Roddy vive per vedere i mondiali di calcio del 2006. Disgustato dall'intruso, Roddy tenta di attirarlo nel gabinetto (facendogli credere che si tratti di una vasca per l'idromassaggio) con lo scopo di scaricarlo nelle fogne. Sid però non cade nel tranello, anzi butta Roddy nel water per poi tirare lo sciacquone.
Dopo una rocambolesca discesa per le tubature, Roddy finisce a Ratropolis, una città delle fogne abitata da ratti di fogna, del tutto uguale a Londra ma costruita con oggetti riciclati dalle fogne. Roddy cerca quindi qualcuno che lo possa riportare in superficie; un vecchio pirata che vende patatine fritte gli indica un'imbarcazione. Roddy scopre che il capitano di tale barca è Rita Malone, un ratto femmina inseguita da alcuni brutti ceffi in quanto è in possesso di un prezioso rubino. Roddy viene coinvolto nelle vicende di Rita, attirando i suoi inseguitori, e scopre che i malintenzionati, Arpio e Bianchino, sono scagnozzi del Rospo, il grande criminale delle fogne.
Rita e Roddy vengono catturati e portati dal Rospo. Roddy rivela a quest'ultimo di provenire dal Quartiere Reale di Kensington, in superficie: anche il Rospo proviene dalla medesima zona, motivo per cui gli mostra la sua collezione, che però Roddy distrugge involontariamente. Il Rospo decide perciò di punire Roddy e Rita congelandoli tramite azoto liquido in un grande frigorifero, come è solito fare con chi gli si oppone. I due riescono a fuggire dal covo del Rospo, recuperano il rubino e Rita prende un connettore elettrico dalla console di comando del Rospo, mandandola fuori uso, e lo usa per scivolare via su un cavo.
In seguito Roddy si rende conto che il rubino di Rita è falso e glielo dimostra rompendolo, mentre un vero rubino non si frantumerebbe: dopo una lite la convince a riportarlo in superficie, promettendole che le regalerà un rubino vero. Rita lo porta allora a casa sua, composta da una numerosa famiglia che abita in un tugurio. Arpio, Bianchino e gli altri scagnozzi li inseguono senza riuscire a raggiungerli, così il Rospo, per catturarli, decide di rivolgersi a un professionista: il suo cugino francese Le Ranocchiò. Nel frattempo Rita e Roddy legano e quest'ultimo per evitare brutte figure, inventa di avere una grande casa e una numerosa famiglia.
Il giorno dopo, i due topi vengono attaccati da Le Ranocchiò e i suoi sgherri ninja. Tramite una videochiamata il Rospo ordina Rita a restituirgli il connettore, spiegandole che ne ha bisogno per un piano in cui c'entra la finale di calcio. Durante lo scontro che ne segue, gli inseguitori vengono messi fuori gioco, ma poco dopo la barca si trova nel mezzo delle pericolose rapide che si trovano appena prima dello sbocco in superficie, che nessuno è mai riuscito ad oltrepassare, dove imbocca un canale di scolo e affonda; Roddy e Rita riescono ad emergere in superficie usando un sacchetto di plastica come paracadute e a raggiungere la casa di Roddy. Dopo essere stata pagata con il rubino promesso, Rita scopre della menzogna di Roddy circa la sua famiglia, finge che Sid sia un suo parente con un altro nome, ma lei lo conosce, lasciandolo e tornando nelle fogne dopo un'amara conversazione. Roddy va mestamente a vedersi la finale con Sid, e un commento di quest'ultimo gli fa capire il piano del Rospo: tutta la nazione seguirà il grande evento in TV e quasi sicuramente approfitterà dell'intervallo per andare in bagno, e sarà a quel punto che il connettore entrerà in gioco, in quanto il Rospo vuole aprire le chiuse delle fogne in quell'istante per inondare Ratropolis, eliminando così i roditori. 
Roddy ordina così a Sid di scaricarlo nuovamente giù nelle fogne e corre in cerca di Rita, che è stata catturata. Notando le chiuse aprirsi, Roddy corre al covo, dove parte uno scontro tra Roddy e Rita contro il Rospo e i suoi scagnozzi. I due riescono ad avere la meglio sfruttando i tubi di azoto liquido, con il quale congelano l'onda anomala dalle fogne, salvando la città e sconfiggendo il Rospo, che finisce incastrato con la lingua negli ingranaggi della chiusa. Alla fine Roddy decide di vivere stabilmente nelle fogne e costruisce una nuova barca che gestisce insieme a Rita, mentre Sid diventa il nuovo topo domestico di Tabitha, ma deve fare i conti con un nuovo arrivato in casa: un gatto.

## Personaggi
- Roderick "Roddy" St. James: è il protagonista del film. È un giovane topo domestico che vive a Londra nel ricco quartiere di Kensington. È molto elegante, leggermente arrogante e rigido all'inizio, ed ha una fittizia vita sociale, infatti quando i suoi padroni sono assenti svolge svariate attività, tra cui giocare a golf e a tennis, ascoltare musica, prendere il sole e guardare film insieme alle bambole di Tabitha, proprio come farebbe un giovane umano di classe altolocata. Nel tentativo di scacciare Sid da casa sua, viene scaricato giù per il gabinetto e raggiunge le fogne, dove incontra Rita, con cui cercherà di tornare a casa. Alla fine riesce a raggiungere la superficie, ma decide di tornare nelle fogne per salvare i suoi simili dopo aver scoperto il piano del Rospo. Alla fine, decide di restare a vivere nelle fogne insieme a Rita e alla sua famiglia. Per la maggior parte del film è molto codardo e addirittura poco sveglio, ma diventa più coraggioso e impara gradualmente a pensare velocemente e ad acquisire sicurezza man mano che il film procede.
- Rita Malone: è un topo femmina, capitano della barca Jammy Dodger. Ha una famiglia molto numerosa, con 36 fratelli e sorelle, che vive in una vecchia casa pericolante. È molto forte, sicura di sé, sarcastica, avventurosa, coraggiosa, irascibile, gentile e molto sveglia. Veste sempre alla moda e porta i lunghi capelli rossi raccolti in una coda di cavallo. A differenza di Roddy, è costretta a guadagnarsi da vivere ed a mantenere la sua famiglia rubando oggetti caduti nelle fogne, compreso quello che descrive come un rubino appartenuto alla regina Elisabetta e caduto nelle fognature di Buckingham Palace, ma che in realtà si scopre essere un vetro rosso. Nel corso del film il suo rapporto con Roddy varia: all'inizio non vanno d'accordo, ma alla fine si innamorano e gestiscono insieme una nuova barca costruita da Roddy, la Jammy Dodger II, dopo che la sua vecchia barca è affondata nel tentativo di riportare Roddy in superficie.
- Il Rospo (The Toad nell'originale): conosciuto anche come "il Capo", è un grosso rospo ed è un famoso criminale delle fogne. Da giovane fu l'animale domestico preferito del principe Carlo da bambino, fino a quando non venne regalato un ratto al principe, che si affezionò molto al nuovo arrivato, e l'ormai inutile Rospo venne scaricato nel gabinetto da un valletto reale. A causa di questi eventi del suo passato, odia fortemente i topi, motivo per cui vorrebbe aprire le chiuse delle fogne per sommergere Ratropolis uccidendone tutti gli abitanti e poi ripopolarla con i suoi figli, numerosi girini, ma viene fermato da Roddy.
- Sid: è un ratto di fogna dai modi rozzi e disgustosi, che arriva improvvisamente nella casa dove vive Roddy uscendo dal lavandino, a causa di un'esplosione nelle fogne, e intende restarvi per guardare i mondiali di calcio. Butta nel gabinetto e scarica nelle fogne Roddy dopo che quest'ultimo ha tentato di allontanarlo in quello stesso modo. Alla fine diventa il nuovo topo domestico della famiglia, prendendo il posto di Roddy, tuttavia dovrà fare i conti con un altro animale domestico portato da Tabitha, ovvero un gatto.
- Arpio (Spike nell'originale): è un giovane e malvagio ratto al servizio del Rospo. Il suo secondo nome, a detta di Bianchino, è Leslie. Si atteggia sempre da duro, ma è anche molto sfortunato, in quanto finisce sempre per farsi male.
- Bianchino (Whitey nell'originale): è un alto e robusto ratto albino con gli occhi rossi ed è la spalla di Arpio. Al contrario del suo compare, è ingenuo e di buon cuore, motivo per cui spesso è riluttante a compiere le azioni criminali che gli vengono ordinate. Lui stesso dice a Roddy di essere diventato bianco dopo aver lavorato come cavia in un laboratorio che produceva uno shampoo, in superficie, e che in origine era di colore grigio scuro.
- Le Ranocchiò (Le Frog nell'originale): è il cugino francese del Rospo. Viene chiamato da quest'ultimo nel tentativo di recuperare il connettore rubato da Rita. È il capo di una banda di rane ninja. Diversamente dal cugino, si dimostra poco teatrale ed è perfino caratterizzato da un notevole disprezzo verso tutto ciò che è inglese, nonostante sia imparentato con il Rospo. Alla fine del film cerca di tornare a Parigi coi suoi ninja
- Tabitha: è una bambina inglese, padrona prima di Roddy e poi di Sid. Abita con i ricchi genitori a Kensington, come tutti gli umani nel film non viene mai vista in volto.

## Produzione
L'idea originaria era quella di filmare il film in stop-motion, come le altre pellicole della Aardman, ma il grande numero di scene in cui è presente l'acqua avrebbe reso praticamente impossibile girare un film con pupazzi di plastilina. Così è stato deciso di realizzare il film in CGI, ma adottando lo stesso software utilizzato per alcune scene di Wallace & Gromit: La maledizione del coniglio mannaro, ovvero un software di modellazione 3D sviluppato alla Aardman che riproduce certe imperfezioni tipiche della plastilina quando viene modellata.
Il titolo del film in origine avrebbe dovuto essere Ratropolis, il nome della città visitata da Roddy, ma è stato cambiato per evitare confusione con Ratatouille della Pixar, uscito l'anno successivo e che ha anch'esso un topo come protagonista.

## Distribuzione
Il film è uscito nelle sale statunitensi a partire dal 3 novembre 2006 e nelle sale britanniche dal 10 dicembre mentre in Italia dal 22 dicembre dello stesso anno.

## Accoglienza

### Incassi
Prodotto con un budget di 149 milioni di dollari, lo scarso risultato al botteghino ha comportato una svalutazione di 109 milioni di dollari per la DreamWorks Animation e la conclusione della sua partnership con la Aardman Animations.
Giù per il tubo ha incassato 64.665.672 di dollari nelle sale nordamericane e altri 113.454.338 di dollari a livello internazionale, per un totale di 178.120.010 di dollari.

### Critica
Il film ha un'approvazione del 73% su Rotten Tomatoes con una valutazione media di 6.71/10 basata su 137 recensioni di critici professionali. Il consenso critico del sito recita "Intelligente e accattivante sia per i bambini che per gli adulti, Giù per il tubo segna un ingresso riuscito nelle funzionalità di animazione digitale della Aardman Animations".
Metacritic assegna un punteggio medio di 74/100 alle recensioni dei critici professionali, indicando "recensioni generalmente favorevoli".

## Riconoscimenti
- 2007 - Premio BAFTA
  - Candidatura Miglior film d'animazione a David Bowers, Sam Fell
- 2007 - Saturn Award
  - Candidatura Miglior film di animazione
- 2007 - Annie Award
  - Migliori effetti animati
  - Miglior animazione dei personaggi
  - Miglior scenografia
  - Miglior doppiaggio in una produzione animata a Ian McKellen
  - Migliore sceneggiatura
  - Candidatura Miglior regia in una produzione animata a David Bowers, Sam Fell
  - Candidatura Migliori storyboards in una produzione animata a Simon Wells
- 2007 - Gran Premio Internazionale del Doppiaggio
  - Candidatura (Premio del pubblico) Miglior doppiatore a Francesco Prando
  - Candidatura (Premio del pubblico) Miglior doppiatrice a Laura Latini
- 2007 - Golden Reel Award
  - Candidatura Miglior montaggio sonoro
- 2006 - Phoenix Film Critics Society Awards
  - Miglior film di animazione
- 2006 - Satellite Award
  - Candidatura Miglior film d'animazione o a tecnica mista